# 东京女子大学短期大学部
东京女子大学短期大学部（日语：／ Tōkyō Joshi Daigaku Tanki Daigakubu *）是过去一所位于日本东京都三鹰市的私立短期大学。

## 概要

### 简介
- 学校最早可以追溯到1918年。短期大学为于1950年开办[1]、由学校法人东京女子大学经营、来教育的基础是基督教。招生到1987年[注 4]、停办1992年[2]。

### 历史
- 1950年 东京女子大学短期大学部成立并同时设置两个学科、以下列举。
  - 英语科
  - 日语科[注 1][注 2]
  - 数理科[注 1][注 3]
  - 体育科[注 1][注 2]
- 1966年 校园迁址至三鹰市从杉并区、教养科成立。
- 1987年 最后一年招生、次年停止招生（正式停办于1992年1月27日[2]）

## 学校环境
- 校区：在了东京都三鹰市

## 历任校长
- 斋藤勇：第一代短期大学校长[1]
- 京极纯一：最后短期大学校长[1]

## 组织

### 学科
- 英语科
- 教养科

### 前学科
| - 日语科 - 数理科 - 体育科 |

### 专科
| - 无 |

### 业余课程
| - 无 |

## 知名校友
- 山本みどり：演员

## 相关链接
- 日本短期大学列表